# Sommer wie Winter
Sommer wie Winter (fr.: Presque rien) ist ein französischer Film aus dem Jahr 2000, bei dem Sébastien Lifshitz Regie führte.

## Handlung
Der 18-jährigen Mathieu verbringt seine Sommerferien mit seiner Familie in einem französischen Küstenort, bevor er im Herbst mit seinem geplanten Architekturstudium beginnt. Seine Mutter ist tief deprimiert, da sie unter dem Tod ihres an Krebs verstorbenen Babys leidet. Mit seiner jüngeren Schwester kann Mathieu in seinen Ferien nicht viel gemeinsam unternehmen.
Am Strand trifft Mathieu den attraktiven Cédric, der einen Freund sucht. Nach dem ersten scheuen Kuss entwickelt sich zwischen den beiden jungen Männern eine stürmische Affäre.
Achtzehn Monate später leidet Mathieu unter der Trennung von Cédric. Nach einem Selbstmordversuch schickt ein Psychiater Mathieu zurück ans Meer, wo er begreifen soll, was dort damals beim Beziehungsbruch geschehen ist. Im Film wird nicht verraten, woran die Beziehung gescheitert ist. Zurück am Meer trifft Mathieu auf Pierre, einen weiteren ehemaligen Freund von Cédric. Mathieu fühlt, dass er mit Pierre einen Menschen gefunden hat, der ihn versteht.

## Hintergrund
Sébastien Lifshitz’ erster langer Spielfilm wechselt zwischen den beiden Handlungssträngen im Sommer und im Winter und ist nicht chronologisch aufgebaut. Der Kontrast zwischen beiden Handlungszeiten im Leben von Mathieu wird hierdurch vom Drehbuchautor Sébastien Lifshitz hervorgehoben. Die Filmmusik stammt vom irischen Sänger Perry Blake aus dessen Album Still Life.

## Kritik
Sascha Westphal sieht die Auflösung jeglicher Chronologie in dem fortwährenden Nebeneinander von Gegenwart und Vergangenheit, von Sommer und Winter, von Liebe und Apathie, Aufbruch und Erstarrung, indem Lifshitz mit einer Folge von Momentaufnahmen arbeitet. Westphal bemerkt weiter, dass erst gegen Ende des Films klar wird, dass zwischen den Sommertagen, die auch die Tage einer ersten großen Liebe und eines Coming-outs sind, und den Wintertagen anderthalb Jahre liegen. Über diese anderthalb Jahre schweigt Lifshitz. Er verzichtet in seinen Spielfilmen generell auf Erklärungen und kausale Strukturen, die narrative Klarheit schaffen könnten.

„Porträt eines Heranwachsenden, das sich optisch durchaus geschickt, wenn auch mit teilweise drastischen Szenen auf die sinnliche Seite der Sexualität konzentriert. Dabei verwirrt die unkonventionelle Erzählung mit vielen Zeitsprüngen und verliert an Glaubwürdigkeit, weil sich der Film nur andeutungsweise mit der Persönlichkeitsentwicklung des Protagonisten beschäftigt.“